# Лахарев, Виктор Алексеевич
Виктор Алексеевич Лахарев — советский хозяйственный и государственный деятель, лауреат Государственной премии СССР за выдающиеся достижения в труде.

## Биография
Родился в 1949 году в Тамбовской области. Член КПСС с 1972 года.
Окончил Тамбовское ПТУ-7.
В 1966—1968 годах — слесарь-сборщик, в 1968—1970 годах — военнослужащий Советской армии, в 1970—1991 годах — слесарь-сборщик, бригадир слесарей-сборщиков цеха № 10 Тамбовского завода полимерного машиностроения Министерства химического машиностроения СССР.
За большой личный вклад в дело экономии сырьевых ресурсов и улучшения качества выпускаемой продукции был в составе коллектива удостоен Государственной премии СССР за выдающиеся достижения в труде 1983 года.
Делегат XXVII съезда КПСС.
После 1991 года — слесарь-монтажник ООО «СПЕЦПРОЕКТМЕТАЛЛ».
Жил в Тамбове.

## Награды
- Орден Октябрьской Революции
- Орден Знак Почёта